# Tutti Frutti (brano musicale)
Tutti Frutti è un brano musicale scritto da Richard Penniman (Little Richard) con Dorothy LaBostrie e pubblicato per la prima volta dallo stesso Little Richard su un 45 giri del 1955: Tutti Frutti/I'm Just a Lonely Guy.
Due anni dopo, il brano fu incluso anche nel primo album di Penniman, Here's Little Richard.

## Descrizione
Il refrain ricorrente, spesso trascritto: A-wop-bop-a-loo-mop-a-lop-bam-boom! non è altro che l'onomatopea di uno stacco di batteria che Richard aveva immaginato come introduzione del brano.
La co-autrice del testo, Dorothy LaBostrie, dichiarò che il titolo del brano le era stato suggerito da un nuovo gusto di gelato, chiamato appunto tutti frutti, visto in un chiosco vicino a casa.

## Cover
Il brano è stato oggetto di cover da parte di numerosi artisti. Tra le più famose rivisitazioni si possono citare quella di Elvis Presley del 1956 e quella di Pat Boone.
- I Queen l'hanno cantata regolarmente durante i concerti del Magic Tour del 1986.
- I T. Rex l'hanno eseguita insieme a Elton John e Ringo Starr nel film rock Born to Boogie.
- Gli MC5 la inserirono come traccia d'apertura dell'album Back in the USA.
- La canzone fu anche cantata nel 1970 da Fair Weather.
- Sting l'ha cantata usandola come colonna sonora del film Party Party.
- La canzone fu usata anche nel film Le avventure del piccolo tostapane.
- Tutti Frutti viene eseguita anche da Val Kilmer nel film Top Secret!
- Adriano Celentano ne ha inciso una versione, nel 45 giri Blueberry Hill/Tutti frutti.